# Haven Gillespie
James Lamont Gillespie (6 février 1888 - 14 mars 1975), surnommé Haven Gillespie, est un compositeur et parolier américain de Tin Pan Alley.
Il a écrit de nombreuses chansons célèbres, notamment You Go to My Head (en), Honey, By the Sycamore Tree, That Lucky Old Sun (en), Breezin' Along With The Breeze (en), Right or Wrong (1921 song) (en), Beautiful Love, Drifting and Dreaming (en), Louisiana Fairy Tale (en). L'interprétation par Fats Waller de cette dernière a servi de premier thème musical pour l'émission This Old House sur PBS . Il est également l'auteur du célèbre chant de Noël Santa Claus Is Coming to Town.
Gillespie a collaboré avec plusieurs autres artistes, dont, par exemple, Beasley Smith (en), Ervin R. Schmidt, Richard A. Whiting, Wayne King (en) et Loyal Curtis. 